# Əmək-Orden
Der Əmək-Orden (aserbaidschanisch: “Əmək” ordeni, auf Deutsch: Orden der Arbeit oder Arbeitsorden) ist ein Orden der Republik Aserbaidschan. Bei seiner Einführung im Januar 2017 war er der niedrigste von neun Orden der Republik Aserbaidschan; seit Ende 2017 ist er der niedrigste von zehn Orden der Republik. Der Orden wird in drei Klassen vergeben.

## Geschichte
Die Notwendigkeit der Stiftung eines Orden der Arbeit sah der vierte Präsident Aserbaidschans İlham Əliyev im September 2016 beim Besuch einer Konferenz über den Baumwollanbau in Sabirabad. In der Plenarsitzung des Milli Məclis (Nationalversammlung) am 29. November 2016 legte der Vorsitzende des Ausschusses für Rechtspolitik und Staatlichkeit Əli Hüseynli einen entsprechenden Gesetzentwurf vor, der von den Abgeordneten angenommen wurde. Mit dem am 25. Januar 2017 vom Präsidenten unterzeichneten Dekret Nr. 1210 trat das Gesetz Nr. 428-VQD vom 29. November 2016 „über die Änderung des Gesetzes der Republik Aserbaidschan ‚über die Einrichtung von Orden und Medaillen der Republik Aserbaidschan‘ im Zusammenhang mit der Gründung des ‚Əmək‘-Ordens der Republik Aserbaidschan“ in Kraft.

## Verleihungskriterien und Tragweise
„Artikel 1. Auszuzeichnende Personen
1.1. Der ‚Əmək‘-Orden der Republik Aserbaidschan wird den Bürgern Aserbaidschans, ausländischen Bürgern und Staatenlosen für außergewöhnliche Arbeitsleistungen, die auf die Entwicklung und den Wohlstand der Aserbaidschanischen Republik in jedem Tätigkeitsbereich abzielen, verliehen, einschließlich:
1.1.1. langfristiger produktiver Arbeit in den Bereichen Industrie, Landwirtschaft, Bau, Transport, Handel, Handwerk, Pflege und anderen Arbeitsleistungen in Wissenschaft, Bildung, Gesundheit, Kultur, Leibeserziehung, Sport und anderen Bereichen;
1.1.2. hoher Leistungen, die die Entwicklung der Agrarwirtschaft bei der Erzeugung (Verarbeitung) landwirtschaftlicher Erzeugnisse beeinflussen;
1.1.3. hoher Leistungen, die sich auf die Arbeitsproduktivität und die Produktqualität auswirken und die Wettbewerbsfähigkeit der Wirtschaft des Landes erhöhen;
1.1.4. der Produktion hochwertiger Produkte und der Einführung und Entwicklung von neuen Technologien und Techniken.
1.2. Der ‚Əmək‘-Orden der Republik Aserbaidschan wird in drei Klassen vergeben.
1.3. Der ‚Əmək‘-Orden 1. Klasse ist die höchste Klasse.
Artikel 2. Vergabebehörde
Der ‚Əmək‘-Orden der Republik Aserbaidschan wird an die in Artikel 1 dieser Satzung genannten Personen von der zuständigen Exekutivbehörde verliehen.
Artikel 3. Tragweise
Der ‚Əmək‘-Orden wird auf der linken Seite der Brust und in Anwesenheit anderer Orden und Medaillen der Aserbaidschanischen Republik nach dem ‚Vətənə-xidmətə-görə‘-Orden getragen.“

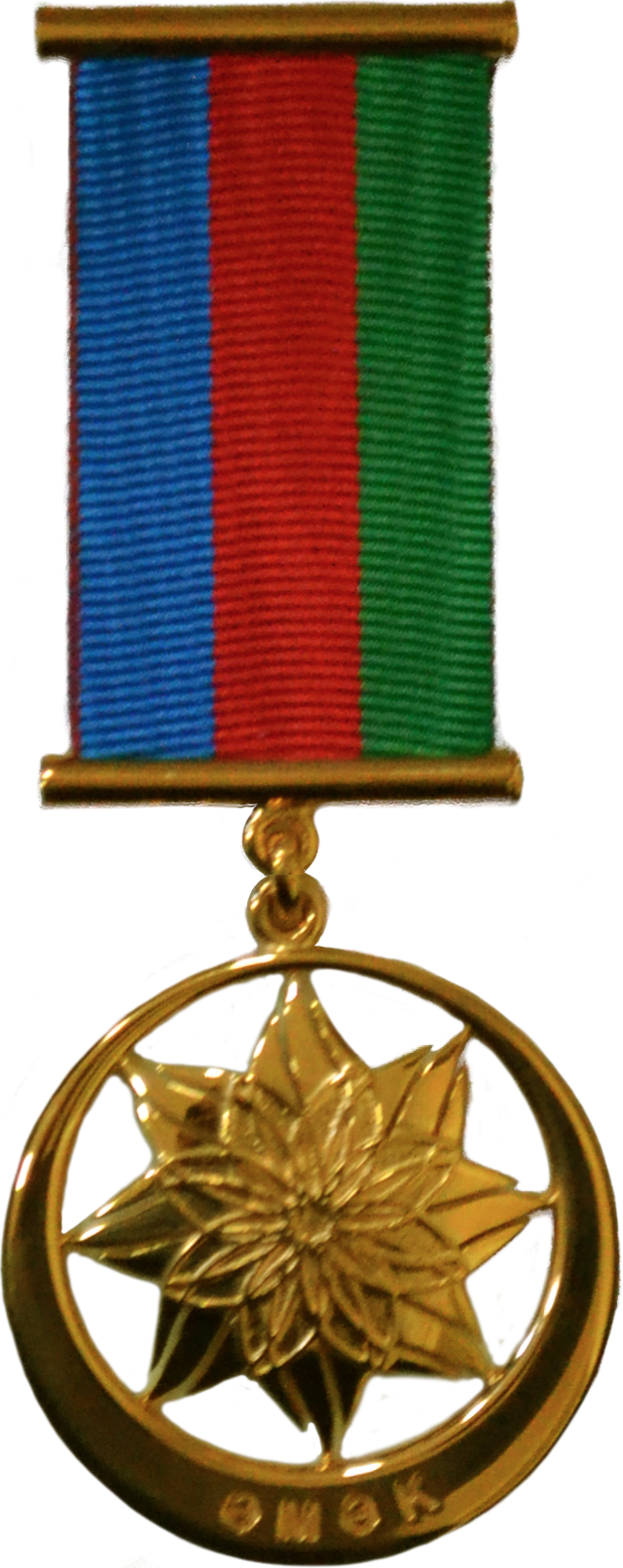
Əmək-Orden, 1. Klasse
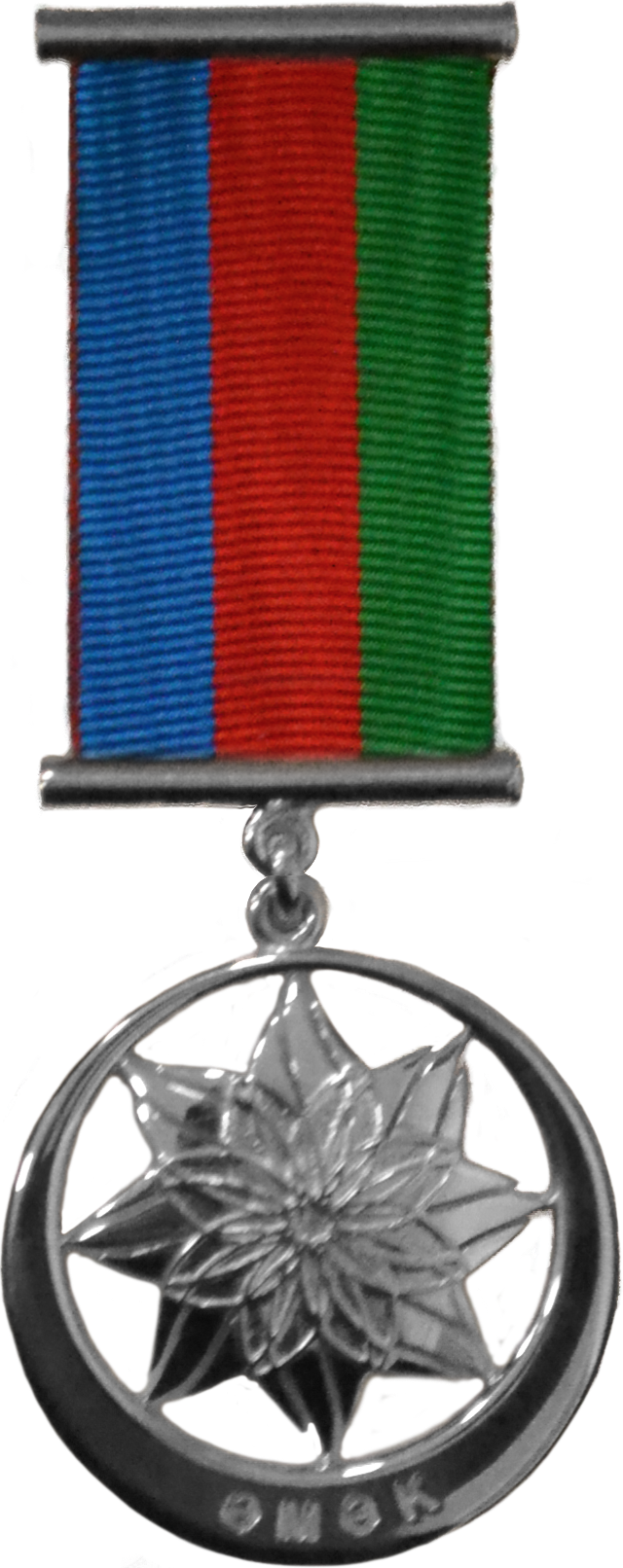
Əmək-Orden, 2. Klasse
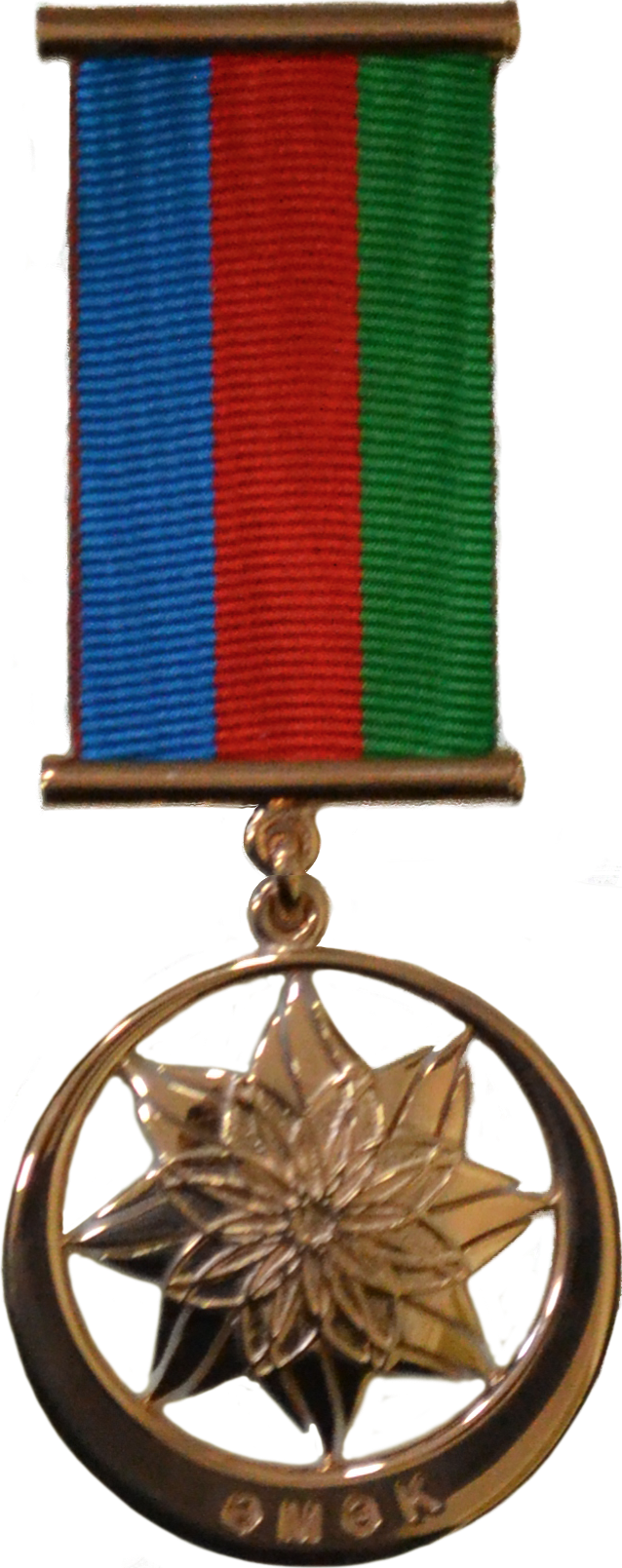
Əmək-Orden, 3. Klasse

## Träger
Für eine Übersicht der Träger mit einem Artikel in der deutschsprachigen Wikipedia siehe die Kategorie:Träger des Əmək-Ordens.